# Dudleja
Dudleja (lat. Dudleya) je rod od oko 40 vrsta trajnica koje dolaze iz jugozapada SAD-a i Meksika. Neko vrijeme bile su smještene u rod Cotyledon, pa nakon toga u rod Echeveria dok na kraju nisu dobile svoj vlastiti rod. Ovaj rod je dobio ime po profesoru Williamu Dudleyu.
Dudleje su sukulentne rozete. Starije biljke se mogu rezati radi presađivanja. Nakon što smo odrezali dio biljke, taj dio treba ostaviti 3 dana na suhom da vidimo je li biljka zdrava, a nakon toga biljku treba presaditi u novu zemlju. Najbolje vrijeme za rezanje biljaka je kasno proljeće i ljeto. Ove biljke zahtijevaju puno sunca.
Ove vrste rastu zimi i ne podnose jako zalijevanje tokom ljetnih dana. Cvjetaju u proljeće. 
Većina vrsta može podnijeti smrzavanje.

## Vrste
- Dudleya abramsii Rose
- Dudleya acuminata Rose
- Dudleya albida (Rose) P.H. Thomson
- Dudleya albiflora Rose
- Dudleya anomala (Davidson) Moran
- Dudleya anthonyi Rose
- Dudleya attenuata (S.Watson) Moran
- Dudleya blochmaniae (Eastw.) Moran
- Dudleya brittonii Johans.
- Dudleya caespitosa (Haw.) Britton & Rose
- Dudleya calcicola Bartel & Shevock
- Dudleya campanulata Moran
- Dudleya candelabrum Rose
- Dudleya candida Britton & Rose
- Dudleya collomiae Rose ex Morton
- Dudleya cultrata Rose
- Dudleya cymosa (Lem.) Britton & Rose
- Dudleya densiflora (Rose) Moran
- Dudleya edulis (Nutt.) Moran
- Dudleya farinosa (Lindl.) Britton & Rose
- Dudleya formosa Moran
- Dudleya gatesii Johans.
- Dudleya gnoma S.W.McCabe
- Dudleya greenei Rose
- Dudleya guadalupensis Moran
- Dudleya hendrixii S. McCabe & Dodero
- Dudleya ingens Rose
- Dudleya lanceolata (Nutt.) Britton & Rose
- Dudleya linearis (Greene) Britton & Rose
- Dudleya multicaulis (Rose) Moran
- Dudleya nesiotica (Moran) Moran
- Dudleya nubigena (Brandegee) Britton & Rose
- Dudleya orcuttii (Rose) P. H. Thomson
- Dudleya pachyphytum Moran & M.Benedict
- Dudleya palmeri (S.Watson) Britton & Rose
- Dudleya pauciflora Rose
- Dudleya pulverulenta (Nutt.) Britton & Rose
- Dudleya rigidiflora Rose
- Dudleya rubens (Brandegee) Britton & Rose
- Dudleya saxosa(M.E.Jones) Britton & Rose
- Dudleya × semiteres (Rose) Moran
- Dudleya stolonifera Moran
- Dudleya traskae (Rose) Moran
- Dudleya variegata (S.Watson) Moran
- Dudleya verityi K.M.Nakai
- Dudleya virens (Rose) Moran
- Dudleya viscida (S.Watson) Moran